# Sabine Kuegler
Sabine Kuegler, née le 25 décembre 1972 à Patan au Népal, est une écrivaine allemande.

## Biographie
Elle a écrit plusieurs livres, dont un a été traduit en français. Ces livres sont liés à son enfance hors du commun : de 7 à 17 ans, elle a vécu avec ses parents, sa sœur et son frère dans la jungle de Papouasie de l'Ouest, parmi les Fayu, une population isolée.
Ses parents ont été les premiers Occidentaux à vivre avec ce groupe d'environ 400 personnes nouvellement découvert, qui pratique la chasse à l'arc, mange des serpents, des insectes et des vers, et pratique la guerre, la vengeance et le meurtre intertribal. Le père, Klaus Kuegler, linguiste, voulait étudier la langue des Fayu. La mère, Doris, infirmière de formation, jouait le rôle de sage-femme dans cette population. À l'âge de 17 ans, Sabine quitte la Papousie et entre en pension en Suisse.
Sabine Kuegler est divorcée et mère de quatre enfants. Ses parents sont retournés en Allemagne.
Son premier livre, Dschungelkind (« L'enfant de la jungle ») qui est un best-seller, décrit sa vie dans deux cultures différentes et sa nostalgie pour la vie simple, au rythme lent des Fayu. La traduction française paraît en 2006, et une adaptation filmée (en), en allemand, est sortie en 2011, qui a, elle aussi été traduite depuis en français (avec des sous-titres pour les conversations en langue Fayu). Son deuxième livre, Ruf des Dschungels (« L'appel de la jungle ») raconte une visite chez les Fayu en 2005. Un troisième livre, Jäger und Gejagte (« Chasseur et proie ») décrit sa vie en Europe.
L'organisation humanitaire allemande Société pour les peuples menacés a critiqué son premier livre, affirmant que c'était un récit romancé de la vie des Fayu et soulignant qu'elle omettait de mentionner les violations des droits par le gouvernement indonésien envers les Papous, et le danger que représente pour eux la déforestation et les projets industriels. Dans son deuxième livre et dans des apparitions publiques, Sabine Kuegler a pu mettre mettre en avant ces questions politiques, ses parents ayant quitté Papua en 2006, ce qui lui permet de parler publiquement de ses activités politiques. Elle entend être une porte-parole des Fayu menacés.
Sabine Kuegler vit à Munich. Elle parle couramment français.